# Сергиевский сельсовет (Астраханская область)
Се́ргиевский сельсове́т — сельское поселение в Икрянинском районе Астраханской области Российской Федерации.
Административный центр — село Сергиевка.

## История
6 августа 2004 года в соответствии с Законом Астраханской области № 43/2004-ОЗ сельсовет наделен статусом сельского поселения.

## Население
| 2006 | 2010 | 2012 | 2013 | 2014 | 2015 | 2016 |
| ---- | ---- | ---- | ---- | ---- | ---- | ---- |
| 806  | ↘737 | ↗771 | ↗808 | ↘782 | ↗790 | ↗795 |
| 2017 | 2018 | 2019 | 2020 | 2021 |      |      |
| ↘794 | ↘774 | ↘753 | ↘737 | ↗745 |      |      |

## Состав сельского поселения
В состав сельского поселения входят 2 населённых пункта:
| № | Населённый пункт | Тип населённого пункта       | Население |
| - | ---------------- | ---------------------------- | --------- |
| 1 | Сергиевка        | село, административный центр | ↘372      |
| 2 | Троицкий         | посёлок                      | ↘365      |